# Högalids kyrkväg

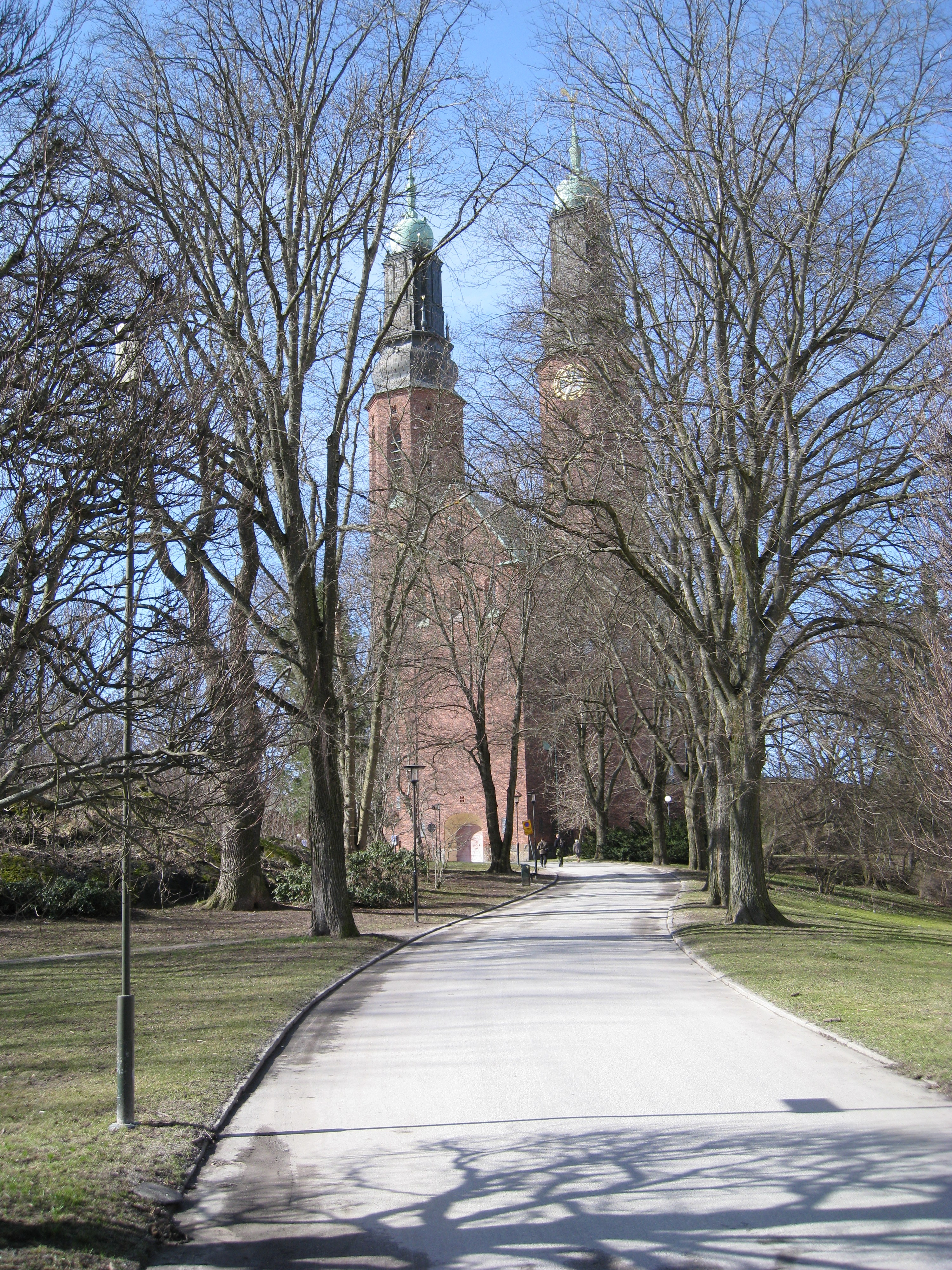
Högalids kyrkväg leder upp till Högalidskyrkan.

Högalids kyrkväg är en 120 meter lång uppfartsväg i Högalidsparken på Södermalm i Stockholm. Vägen sträcker sig från korsningen Varvsgatan och Högalidsgatan och går inom parkens område upp till Högalidskyrkan.
Invid vägen står statyn Flickan med hopprep av Clarence Blum, rest 1966.
Högalids Kyrkväg fick sitt namn år 1985.